# محمد مرعي الأمين الأنطاكي
محمد مرعي الأمين الأنطاكي (1314 هـ ـ 1383 هـ)
الشيخ محمد مرعي الأمين الأنطاكي  قاضي القضاة السوري ولد في 1314 هـ في قرية «عنصو» من قري «انطاكيا» بسوريا. اشتهر بسبب انتقاله من دين عبادة الشاب الامرد الى الاسلام الشيعي الاثنى عشرية وثم بسبب تاليفه الکتاب الشهير «لماذا اخترت مذهب الشيعة، مذهب أهل البيت عليهم السلام» الذي نال سيطا واسعا في الأوساط العلمية.
کان هو واخوه «احمد مرعي الأمين الأنطاکي» قضيا حياتهما خدمة للدين الحنيف الإسلامي في سوريا خطيبا للجمعة والجماعة وقاضيا ومفتيا.

## التعريف بالشيخ الأنطاکي
هو: العلامة المجاهد الشيخ محمد مرعي الاَمين الاَنطاكي مولداً، والحلبي نشأة، والاَزهري تخرجاً، والشافعي مذهباً، والشيعي خاتمة، من أبرز علماء سوريا، ولد سنة 1314 هـ، في قرية من القرى التابعة إلى أنطاكية، ودرس فيها بضع سنوات ثمّ انتقل إلى الجامع الازهر مع أخيه،  ودرس عند شيخ الجامع الاَزهر الشيخ مصطفى المراغي، والشيخ محمد أبو طه المهنى وغيرهما من مشيخة الاَزهر، حصل على شهادات راقية من جامع الاَزهر، وعاد إلى بلاده، وامتهن إمامة الجماعة والجمعة والتدريس والاِفتاء والخطابة نحو خمسة عشر عاماً.
وكما ذكر في كتابه «لماذا اخترت مذهب أهل البيت» أنه أخيراً أخذ بمذهب أهل البيت عليهم السلام لما تبيّن له أن الحقّ معهم وفيهم، وذلك بسبب قراءته كتاب المراجعات للسيد عبد الحسين شرف الدين الموسوي ، ومناظراته الكثيرة مع علماء الشيعة الاِمامية، كما تشيع على يده ويد أخيه الشيخ أحمد الكثير من أبناء العامة من سوريا ولبنان وتركيا.

## اسباب التحول
ذكر في كتابه «لماذا اخترت مذهب أهل البيت»  أن الشيخ محمد مرعي الأمين الانطاکي  هو واحد من أولئك الأفذاذ، وشخصية فاضلة شجاعة، انتفضت على واقعها، وتمردت عليه عندما أدركت بطلانه، وتكشف أمامها شروره وعدوانه، فهو - كما سترى عزيزي القارئ - بمجرد قراءته لكتاب (المراجعات) لعبد الحسين شرف الدين الموسوي، ينقلب لديه كل ما كان قد تعلمه وتلقاه من مبادئ وموضوعات وما تحتويه من مفاهيم وقيم ودلالات بعد أن تتعرى أمامه عما أسدل عليه من تمويهات وافتراءات، ويقتنع بذلك، فتصرخ أعماقه لجلال الحقيقة بصمت، ويعلوه صمت لهيبتها صارخ، ويستنجد بأخيه ليطلعه على الموقف، وأيضا «ليطمئن على سلامة اقتناعه، فيهتز هو الآخر لهول الحقيقة، ويتابعاها معا» بالبحث، ويتعهداها بالاستقصاء، وكم كانت المفاجأة سارة، إذ كلما توغلا في عمقها، كلما تكشفت لهم حقائق أخرى، فهدأت أرواحهم، واطمأنت نفوسهم، فقد أدركوا أنهم إنما ينهلون الآن معين صاف، ويغرفون من بحر زلال لا ينضب، ويأخذون الحديث من أفواه طاهرة مطهرة، زقوا العلم زقا «من جدهم رسول الله صلى الله عليه وآله وكل منهم يقول: (حدثني أبي، عن جدي، عن رسول الله صلى الله عليه وآله، عن جبرئيل، عن الله جل جلاله) فحملوا عن جدهم ماعن الله حمله، وعقلوا من أحكام الدين الحنيف ما عقله، ونقلوا، عنه ما عن الله نقله، فغدوا حقا» عدل كتاب الله وقادة الأمة، وسادتها، وساستها ومرجعها، وأمانها من الاختلاف، فخير مؤلفنا نفسه بين أن يتفيأ بظلال شجرة النبوة، ويستقي من موضع الرسالة ومختلف الملائكة، ويطيب برحيق علوم أهل بيت الوحي فيلزمهم ليلحق، ولا يتأخر عنهم فيزهق، ولا يتقدمهم فيمرق، وبين أن يأخذ الكلام عمن سمع من سمعهم، أو تلمذ عليهم وادعى بلوغه القمة بما التقط من فتات موائد علومهم الغنية والخصبة، والعامرة
فهو بعد أن أدرك حقيقة معنى قوله تعالى في:
آية الولاية (إنما وليكم الله ورسوله...)(سورة المائدة:5)
وآية التطهير (إنما يريد الله ليذهب عنكم الرجس...) (سورة الأحزاب:33)
وآية المباهلة (فقل تعالوا ندع أبناءنا وأبناءكم...) (سورة آل عمران:61)
وآية المودة (قل لا أسألكم عليه أجرا " إلا المودة...) (سورة الشورى:23)
وآية الصلوات (إن الله وملائكته يصلون على النبي...) (سورة الأحزاب:56)
وآية السلام (سلام على إل ياسين) (سورة الصافات:130)
وآية التبليغ (يا أيها الرسول بلغ ما أنزل إليك من ربك) (سورة المائدة:67)
وغيرها من عشرات الآيات المباركات المفسرة والمؤولة في حق علي وأبنائه المعصومين عليهم السلام 
وبعد أن قرأ ووعى قول الصادق المصدق صلى الله عليه وآله في حديث الدار - أو الإنذار  -: (هذا علي أخي ووزيري ووصيي وخليفتي من بعدي) وذلك إثر نزول أمره تبارك وتعالى (وأنذر عشيرتك الأقربين)
وأيضا " قوله ﷺ في حديث الثقلين:
```
(إني تارك فيكم الثقلين: كتاب الله، وعترتي أهل بيتي)
```

وقوله ﷺ لعلي في حديث المنزلة:
```
(أنت مني بمنزلة هارون من موسى إلا أنه لا نبي بعدي).
```

وقوله ﷺ في حديث الغدير:
```
(من كنت مولاه فهذا علي مولاه)
```

وقوله في حديث السفينة، وفي حديث النجوم، وحديث سد الأبواب، وباب حطة، والوصية، والمناجاة، والمؤاخاة، والكساء، والطائر المشوي، والاثني عشر خليفة وووو... وما إلى ذلك من العديد من الأحاديث النبوية الشريفة التي ستأتي في مطاوي هذا الكتاب، والتي تطفح بها كتب العامة فضلا «عن كتب الخاصة، انفتح له بصر الهدى، وتقشعت عنه سحائب العمى، وأميط له اللثام عن حقيقة الشيعة والتشيع، وأن الشيعة إنما سلكوا هذا الصراط السوي بهدي من كلام الله العزيز، واتباعا» لسنن نبيه سيد المرسلين وخاتمهم،

## التعريف بکتابه
كتاب «لماذا اخترت مذهب أهل البيت»
هذا الکتاب طبع مراة عديدة  والطبعة الموجودة منه هي التي حققها الشيخ «عبد الكريم العقيلي» وطبعت في مکتب الإعلام الإسلامي بقم المقدسة سنة 1417 هـ.ق المصادف لـ 1375 هـ.ش في 520 صفحة 